# LSI C-86
LSI C-86 とはエル・エス・アイ・ジャパン株式会社が提供する16ビットCコンパイラである。最新バージョンは 3.5.9である。

## 概要
LSI C-86 はエル・エス・アイ・ジャパン株式会社が1988年に16ビットCPU用のクロスコンパイラとして開発した。同社のIntel 8080/Z80用コンパイラである LSI C-80 の兄弟版にあたる。C89に準拠している。ただし、C89 のうち、locale.h は未実装。また、ワイド文字などC89以降（ISO/IEC 9899/AMD1:1995 など）に標準Cライブラリに追加になった機能は未実装。
サポートしているCPUはIntel 8086（およびコプロセッサIntel 8087）で、OSは、Windowsの他にSolaris、Linux、FreeBSD等に対応している。MS-DOS版は2008年2月19日に販売終了。ただし、後述する試食版は MS-DOS版のみである。
コンパイラとしては特にメモリやレジスタの割り当てに重点が置かれている。例えば当時の8086用のCコンパイラの多くは変数に割り当てられるレジスタは2つか3つしかなかったのに対し、LSI C-86では宣言される変数の生存期間を調べ全てのレジスタに対して可能な限りの最適な割り当てを行う。また 8086シリーズの特徴の一つでもある4つのメモリモデルを全てサポートしている。
8086用コンパイラとしては珍しく、デフォルトの呼出規約において、可変長引数でない関数の引数についてレジスタ渡しを採用している。
商用ソフトだが、Ver 3.30のMS-DOS版ベースでフリーウェア扱いのサブセット「試食版」があり、パソコン通信やインターネット、あるいは雑誌『C MAGAZINE』（2006年に休刊）の付録フロッピーディスクやCD-ROMに収録されるというかたちで配布された。ライセンスとして、生成物はフリーウェアにしなければならない。スモールモデル（コード・データそれぞれ64KB以内）のみ対応、デバッグ機能やROM化機能が削除されているなどの機能制限がある一方、マニュアルは添付されていた。
LSI C-86 の兄弟版である LSI C-80 を開発した技術者の森公一郎は2015年に逝去とのこと。